# Throne: Kingdom at War
Throne: Kingdom at War — массовая многопользовательская онлайн-стратегия, выпущенная компанией Plarium для браузеров и мобильных устройств. Изначально релиз состоялся для iOS и Android в 2016 году. В 2017 году вышла десктопная версия проекта. Действие игры происходит в мире альтернативного Средневековья, где пользователи строят собственные города, создают армии и сражаются друг с другом в межклановых войнах.

## Геймплей и сюжет
События разворачиваются в вымышленном Королевстве Амарийском, где после смерти монарха разразилась борьба за трон. Игрокам предлагается возводить здания в собственном поселении, тренировать воинов и вести битвы. Армия состоит из рыцарей, стрелков, копейщиков, кавалерии, осадных войск, разведчиков, участвующих в PvP- и PvE-сражениях. Пользователи могут проводить исследования, позволяющие им развивать свои владения и армии, улучшать различные игровые характеристики.
Также присутствуют ролевые элементы: в начале игры создаётся Герой, являющийся олицетворением пользователя. Герой может как улучшать показатели владений игрока, так и возглавлять военные отряды во время походов, усиливая при этом армию. Герой имеет свои характеристики, увеличить которые позволяют разные виды экипировки, создаваемые или приобретаемые за игровую валюту. Кроме того, для Героя существует так называемое «древо навыков», с помощью которого приобретаются новые умения.

## Рекламная кампания
С целью повысить известность игры, компания Plarium в декабре 2016 года провела международную маркетинговую кампанию с привлечением известных игроков в различные виды спорта: баскетболиста Тони Паркера из команды NBA San Antonio Spurs, хоккеиста Александра Овечкина из команды NHL Washington Capitals, Фернандо Торреса из футбольного клуба Atletico Madrid и экс-чемпиона по ММА в среднем весе Андерсона Силва. Спортсмены в ходе кампании предстали в образе средневековых воинов.

## Отзывы
В целом игра получила позитивную оценку. Британская независимая писательница Дженнифер Аллен в своем отзыве на Gamezebo отметила приятную средневековую атмосферу Throne: Kingdom at War и то, что «…игра становится по-настоящему интересной, когда дело доходит до формирования альянсов и постепенного завоевания новых земель». Для Дженнифер особенно увлекательны сражения, но она считает, что «потребуется время, чтобы зайти так далеко». Также, по ее мнению, игру можно назвать развивающей, и это мотивирует периодически заходить в приложение на несколько минут в течение дня.
На момент июля 2018 года проект имеет 4,1 звезды в рейтинге iTunes, а на Google Play оценён в 4,4 звезды.